# ロマン・ウンゲルン
ロマン・フョードロヴィチ・フォン・ウンゲルン＝シュテルンベルク（ロシア語: Рома́н Фёдорович фон У́нгерн-Ште́рнберг, Roman Fyodorovich von Ungern-Sternberg, 1886年1月10日 - 1921年9月15日）は、ロシア帝国の軍人、貴族（男爵）であり、ロシア内戦において白軍の首領の一人として活動した。

## 生い立ちと初期の軍歴
ウンゲルン＝シュテルンベルクは、1886年1月10日にオーストリアのグラーツで、バルト・ドイツ人の貴族の子として生まれた。幼少期をエストニアのレーヴェリ（現タリン）で過ごした後、ロシア帝国の首都ペテルブルクへ移住した。パヴロフスク軍事学校で軍事教育を受けた後、シベリアへ渡り、モンゴル民族やブリヤート人の文化、宗教に強い関心を抱いた。
第一次世界大戦が勃発すると、ウンゲルン＝シュテルンベルクはガリツィア戦線に従軍した。その勇猛果敢な戦いぶりは知られていた一方で、時には無謀とも評され、精神的な不安定さを指摘されることもあった。

## ロシア内戦とモンゴルでの活動
1917年の二月革命後、ロシア臨時政府の命により、ウンゲルン＝シュテルンベルクはグリゴリー・セミョーノフの配下として極東ロシアへ派遣された。十月革命以降は白軍の一員としてボリシェヴィキ政権に対する抵抗運動に参加した。
1920年末、中国の軍閥である徐樹錚が占領していた外モンゴルに進攻し、中華民国軍を駆逐して外モンゴルにおける支配的な地位を確立した。しかし、彼の支配は非常に苛烈であり、モンゴル人の間に強い反発を引き起こした。チョイバルサンらが率いるモンゴル人民党は、ソビエト・ロシアの赤軍に支援を要請した。
1921年、モンゴル人民党と赤軍の連合軍はウンゲルン＝シュテルンベルクの率いる白軍を攻撃し、これを撃滅した。ウンゲルン＝シュテルンベルク自身も赤軍に捕らえられ、チェーカー（ソビエト連邦の秘密警察）による軍事裁判の結果、ノヴォニコラエフスク（現ノヴォシビルスク）で銃殺刑に処された。彼の逮捕後、ウラジーミル・レーニンが軍事法廷に送った電報には、「彼の罪状は明らかなはずだから速やかに銃殺刑にせよ」と指示が記されていたとされる。

## 日本軍との逸話
シベリア出兵に従軍した佐々木到一は、戦後に出版された自伝の中で、次のように記している。「ある夜の宴会に細野［辰雄］少将がさかんにわが武士道を説き、皇軍将兵の精鋭について自画自賛せられたのを黙々としてきいていたウンゲルンが、突然意外の質問をなした。「日本では商人は兵隊に取らぬか」「大阪の商人は兵隊にはならぬか」と。彼の説明によれば、丈の短かすぎるシャツや、ボタンを糊で付着したような商品を輸出する不徳義漢でも日本軍の素成分子かといって反ぱつしてきたもので、それには剛腹な細野将軍もしばしあ然たらざるをえなかったのである」。